# 朱祐桓
瑞安恭简王朱祐桓（1475年—1536年），明朝崇简王朱见泽庶长子，明英宗孙。

## 生平
成化十七年（1481年）九月赐名。
成化二十一年（1485年），明宪宗命恭順侯吳鑑、保定侯梁任、鎮遠侯顧溥、永康侯徐錡、陽武侯薛倫、豐城侯李璽、武安侯鄭英、應城伯孫繼先、懷柔伯施鑑、遂安伯陳韶、修武伯沈祺為正使，尚寶司司丞胡恭、中書舍人陳綺、吏部員外郎畢亨、戶部郎中冀綺、員外郎王問、禮部員外郎楊棨、兵部郎中張忱、員外郎彭綱、刑部郎中倪鏞、員外郎潘祺、工部員外郎羅麟為副使，持節冊封朱祐桓為瑞安王。
弘治五年（1492年）十月，明孝宗御奉天殿传诏，遣永康侯徐錡、陽武侯薛倫、駙馬都尉楊偉、崇信伯費淮、清平伯吳琮、建平伯高進、廣寧伯劉佶、彭城伯張信、吏部右侍郎周經、兵部左侍郎呂雯各自持節充正使，尚寶司司丞李㺬、戶科給事中叢蘭、兵科給事中涂旦、中書舍人李㺹、戶部郎中宋明、崔巖、兵部員外郎顧達、強滿、刑部郎中錢鏞、馬懋充副使，冊封東城兵馬副指揮趙鼎第二女為瑞安王妃。
嘉靖十五年（1536年）薨。嫡长子朱厚熛先去世。嘉靖十七年（1538年）十二月，朱厚熛的庶长子朱载埴受册袭封。

## 评价
- 《弇山堂别集》卷072：敬順事上，平易不訾。

## 家庭

### 妻妾
- 王妃赵氏

### 子孙
- 嫡长子朱厚熛，弘治六年（1493年）生，弘治十年（1497年）八月赐名，[7]正德三年（1508年）封长子，十二年（1517年）卒。夫人梁氏，正德十三年（1518年）五月获赐飬贍米每年五十石[8]
  - 庶长子瑞安庄惠王朱载埴
- 嫡次子朱厚烔，弘治十二年（1499年）十二月赐名[9]